# 新地区
新地（芬蘭語：Uusimaa），是芬兰的一个行政区。它和西南芬兰區、坎塔海梅區、派耶特海梅区、屈米河谷区接壤。芬兰的首都及最大的城市赫尔辛基以及连同其周围的大赫尔辛基地区，均位于新地内，因此新地也是芬兰人口最多的行政区，人口数量在2020年时近170万。2011年1月1日東新地區合併至新地区。
由于2019冠状病毒病疫情在新地区严重爆发，芬兰政府决定自2020年3月28日起对出入新地区做出限制，非必要的旅行将不允许出入新地区。限令在2020年4月15日解除。

## 经济
新地的国内生产总值在2018年时为912亿欧元，占芬兰经济产出的38.9%。购买力平价后的人均国内生产总值为43500欧元，为同年欧盟27国平均值的144%。每个雇员的人均国内生产总值为欧盟平均值的120%。

## 语言
新地为双语区域，有的市镇的官方语言为芬瑞双语，有的市镇的官方语言为单一芬兰语。新地的沿海区域更倾向于通行瑞典语。传统的新地瑞典语方言保留在东新地区，而新地其他区域的瑞典语方言则更加正规化了。
自俄国沙皇亚历山大一世在1812年下令把芬兰大公国的首都从图尔库搬迁至赫尔辛基后，芬兰语人口的数量开始增长，并吸引人们从芬兰其他地区迁徙至新地。芬兰语赫尔辛基方言开始在19世纪后期形成。

## 市镇
新地划分为4个次区，共26个市镇，其中13个使用“城市”称呼（用粗体标出），括弧內左邊為芬蘭文、右邊為瑞典文。15个市镇的官方语言为双语（芬兰语和瑞典语）。
赫爾辛基次區：
- 赫爾辛基（ / Helsingfors）
- 埃斯波（ / Esbo）
- 萬塔（ / ）
- 考尼艾寧（ / ）
- 凱拉瓦 （ / ）
- 耶爾文佩（ / ）
- 許溫凱（ / ）
- 卡爾基拉（ / ）
- 洛赫亞（ / ）
- 基爾科努米（ / ）
- 曼采萊（Mäntsälä）
- 努爾米耶爾维（Nurmijärvi）
- 波爾奈寧（ / ）
- 錫博（ / ）
- 錫温蒂奥（ / ）
- 圖蘇拉（ / ）
- 維赫蒂（ / ）

拉塞博里次區：
- 漢科（ / ）
- 因戈（ / ）
- 拉塞博里（ / ）

波爾沃次區：
- 阿斯科拉（Askola）
- 米爾斯屈萊（ / ）
- 普基拉（Pukkila）
- 波爾沃（ / ）

洛維薩次區：
- 拉平耶爾維（ / ）
- 洛維薩（ / ）

## 相關圖片

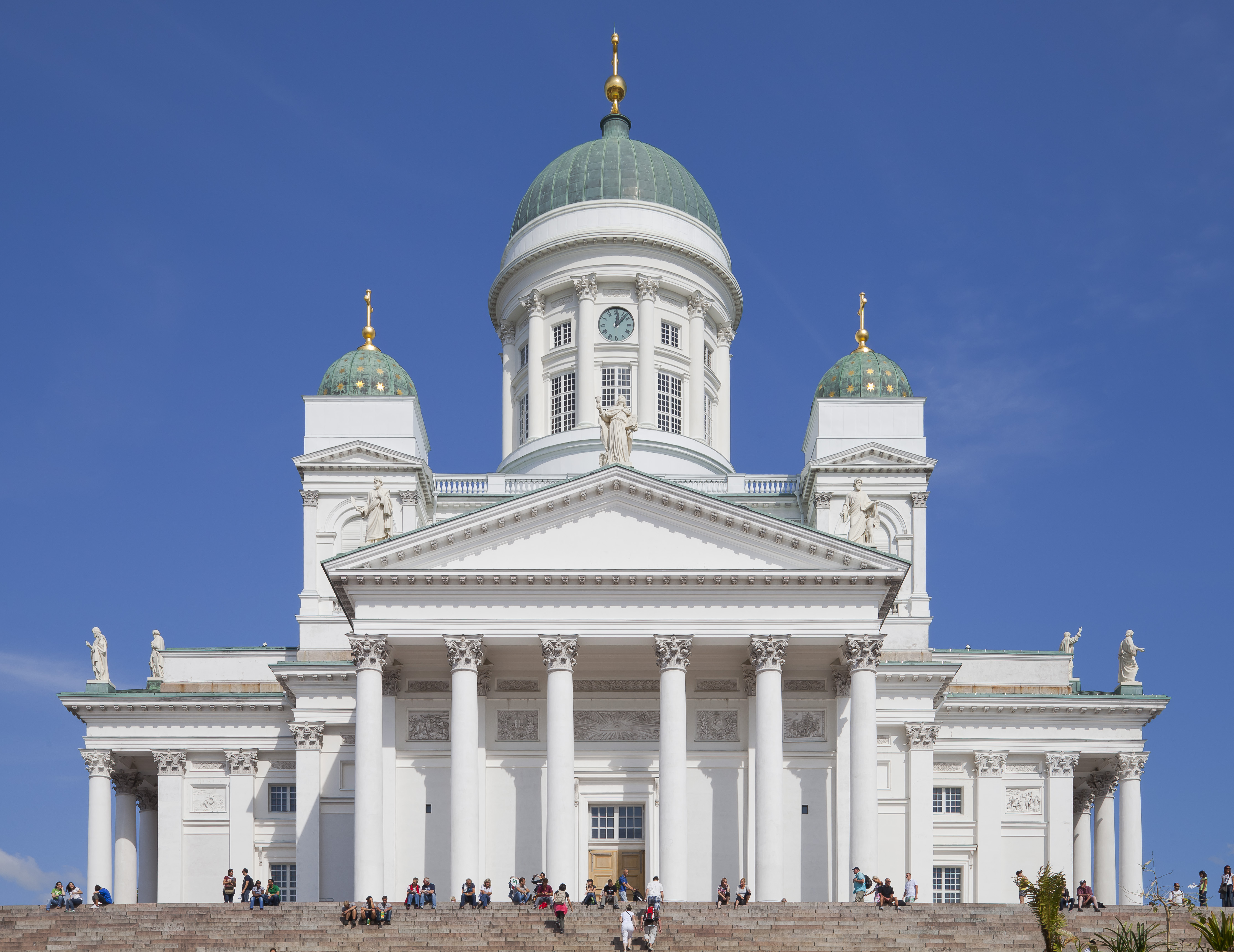
赫尔辛基主教座堂
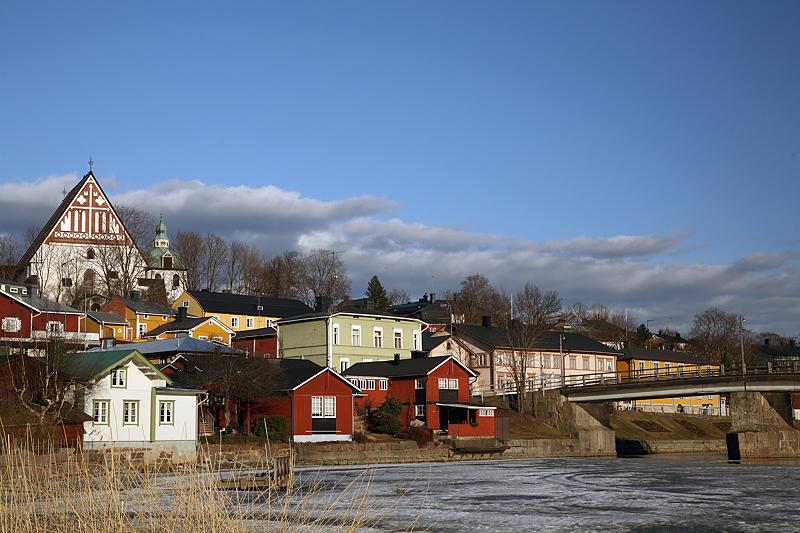
波爾沃舊城區
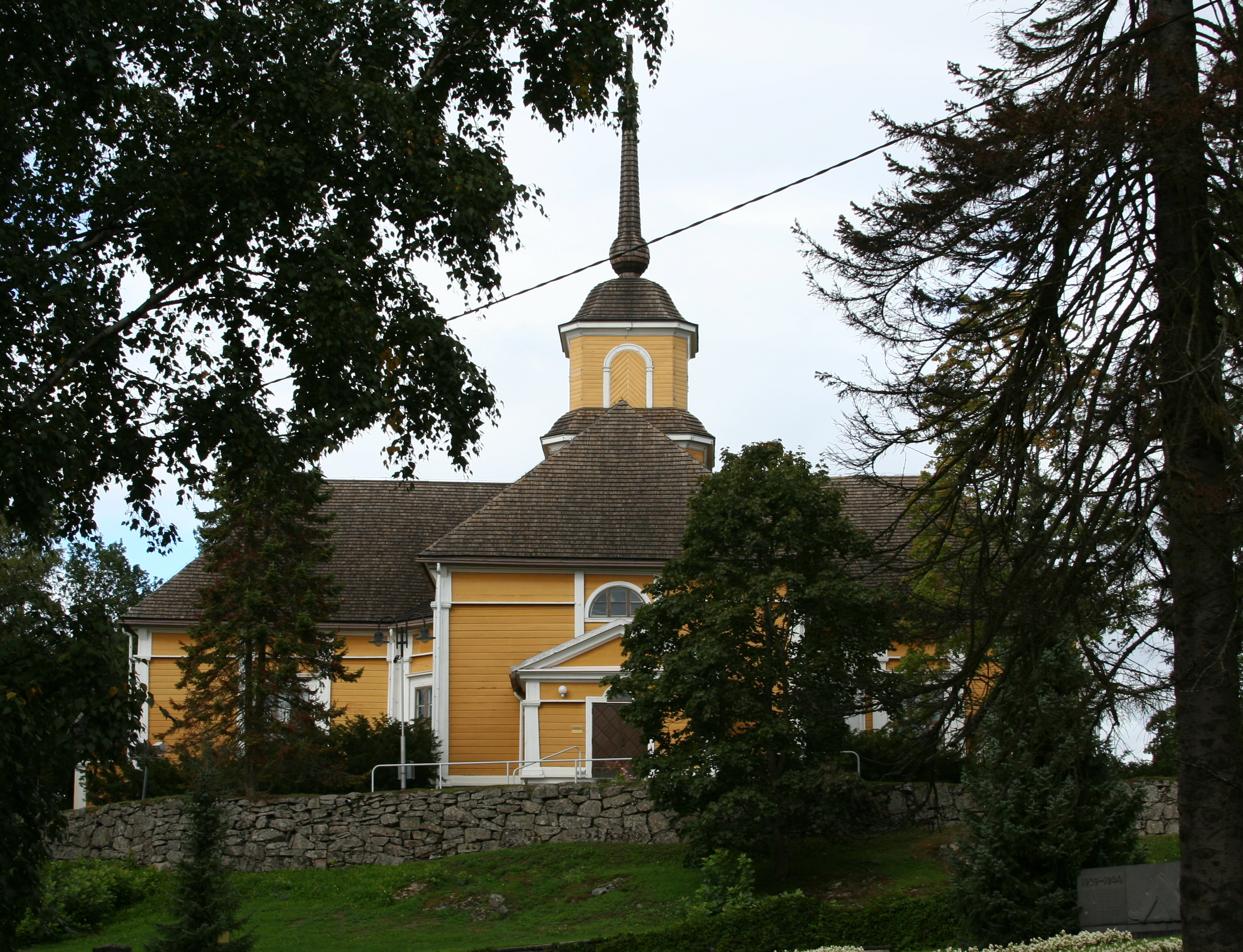
努爾米耶爾维教堂
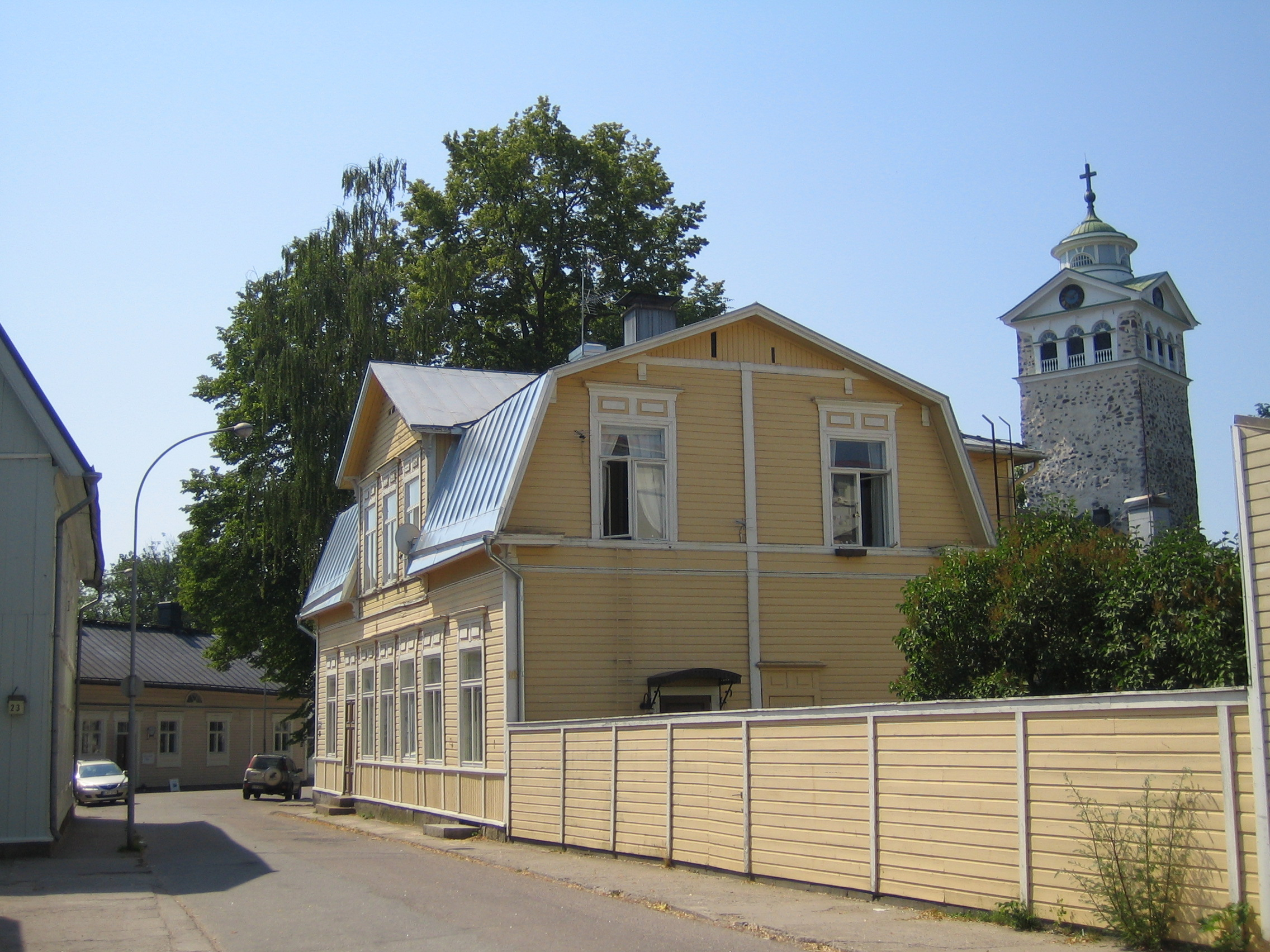
埃克奈斯舊城區
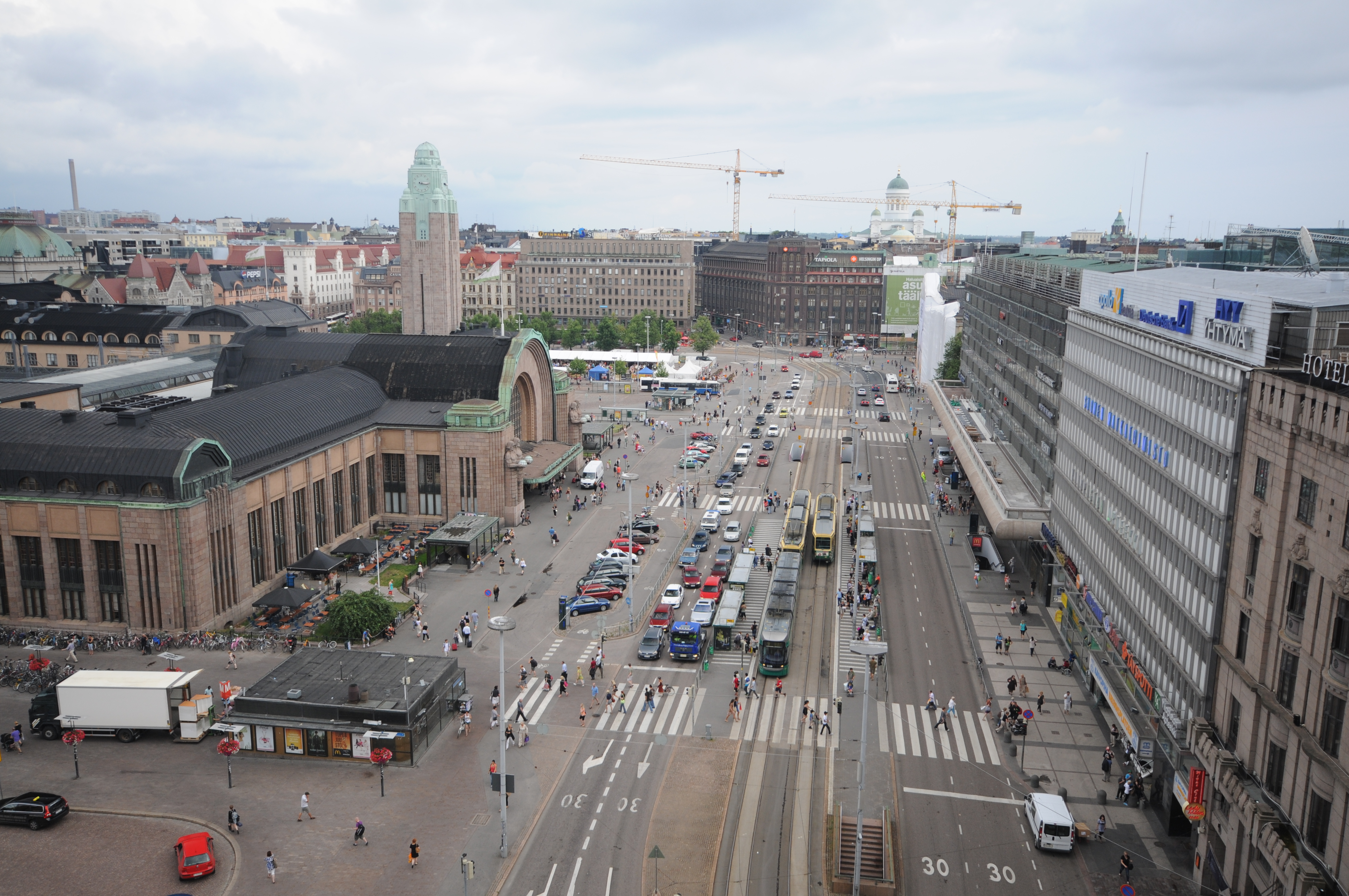
赫爾辛基中心區域
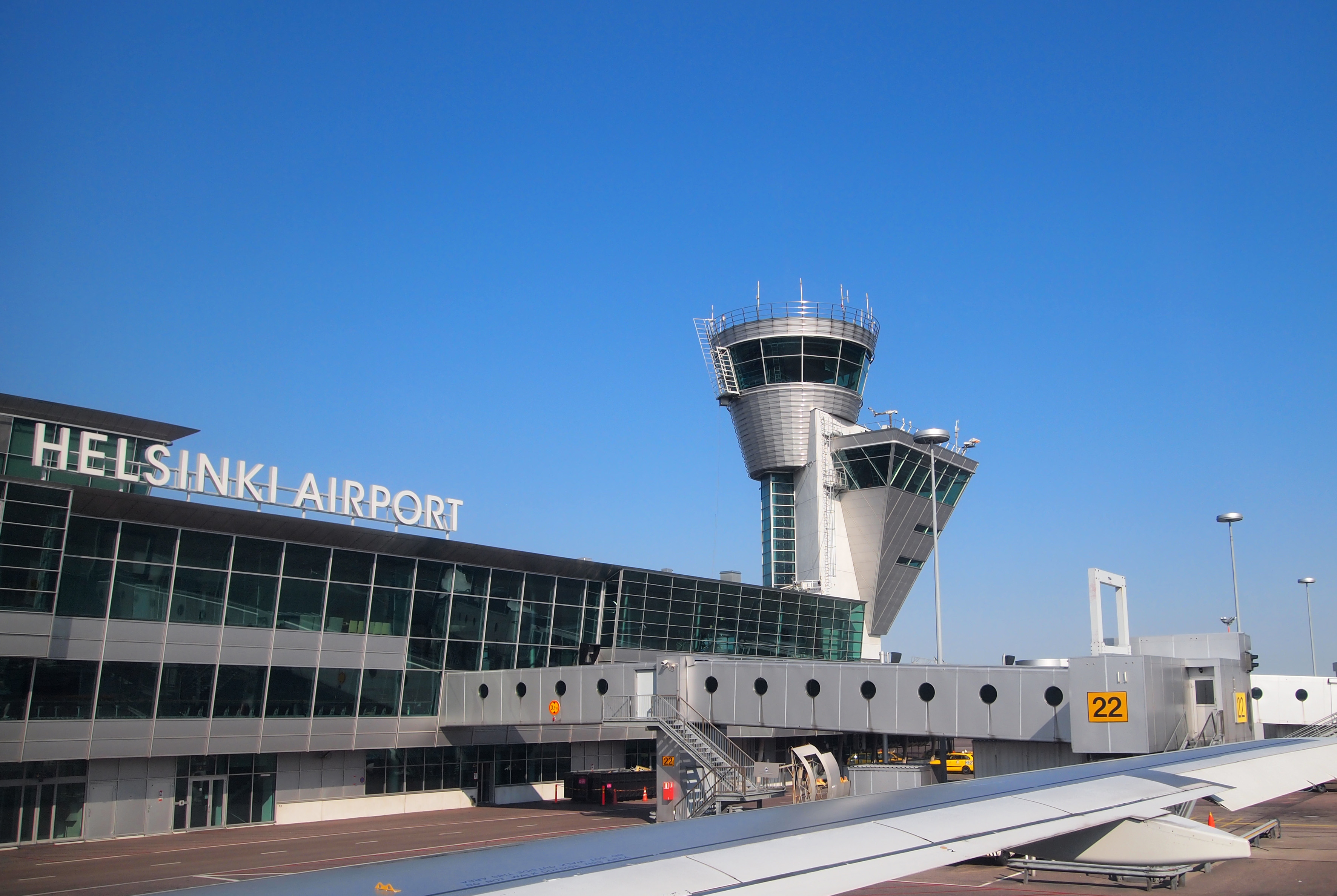
赫爾辛基-萬塔機場，為芬蘭最大的機場
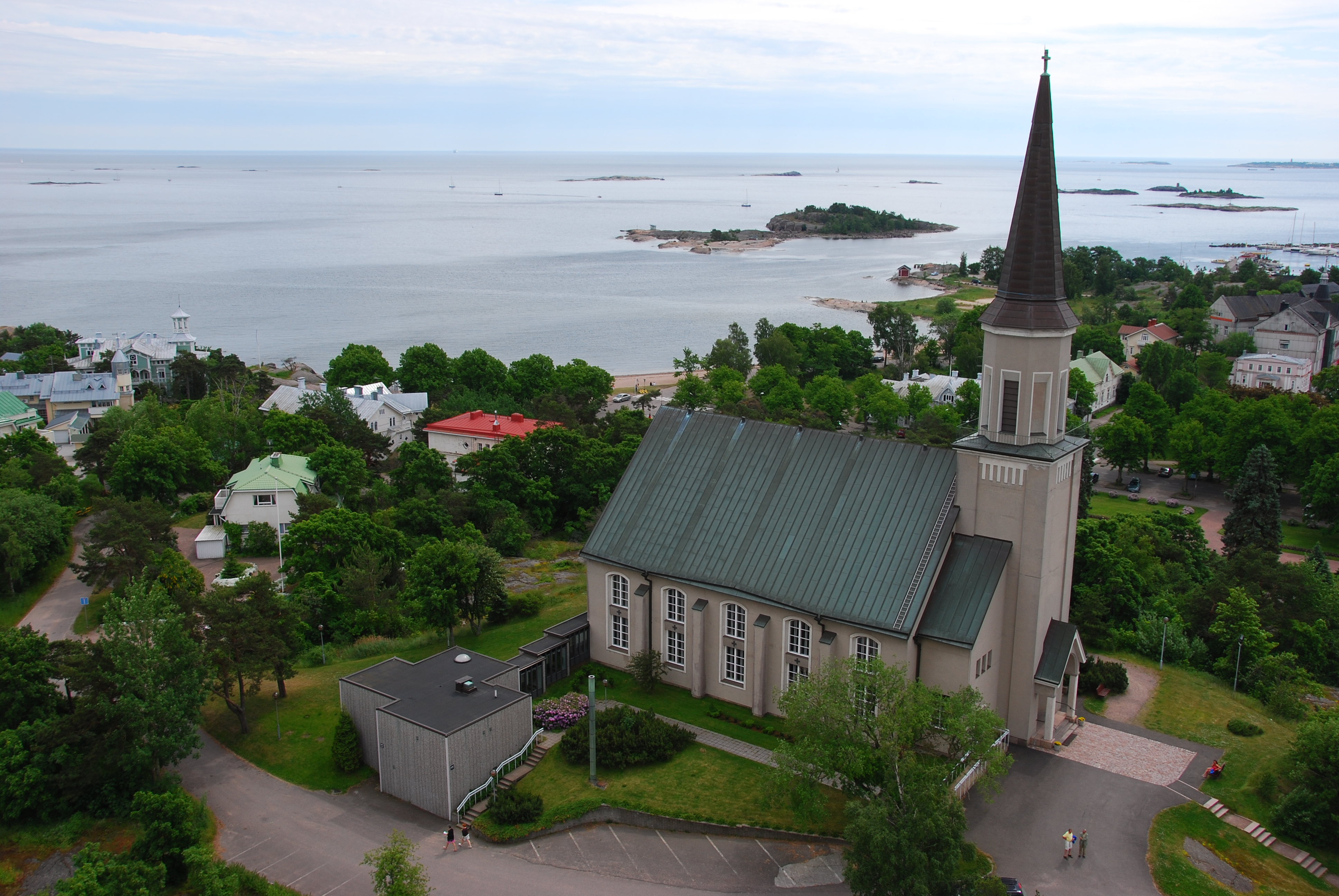
漢科，為芬蘭最南端的市鎮
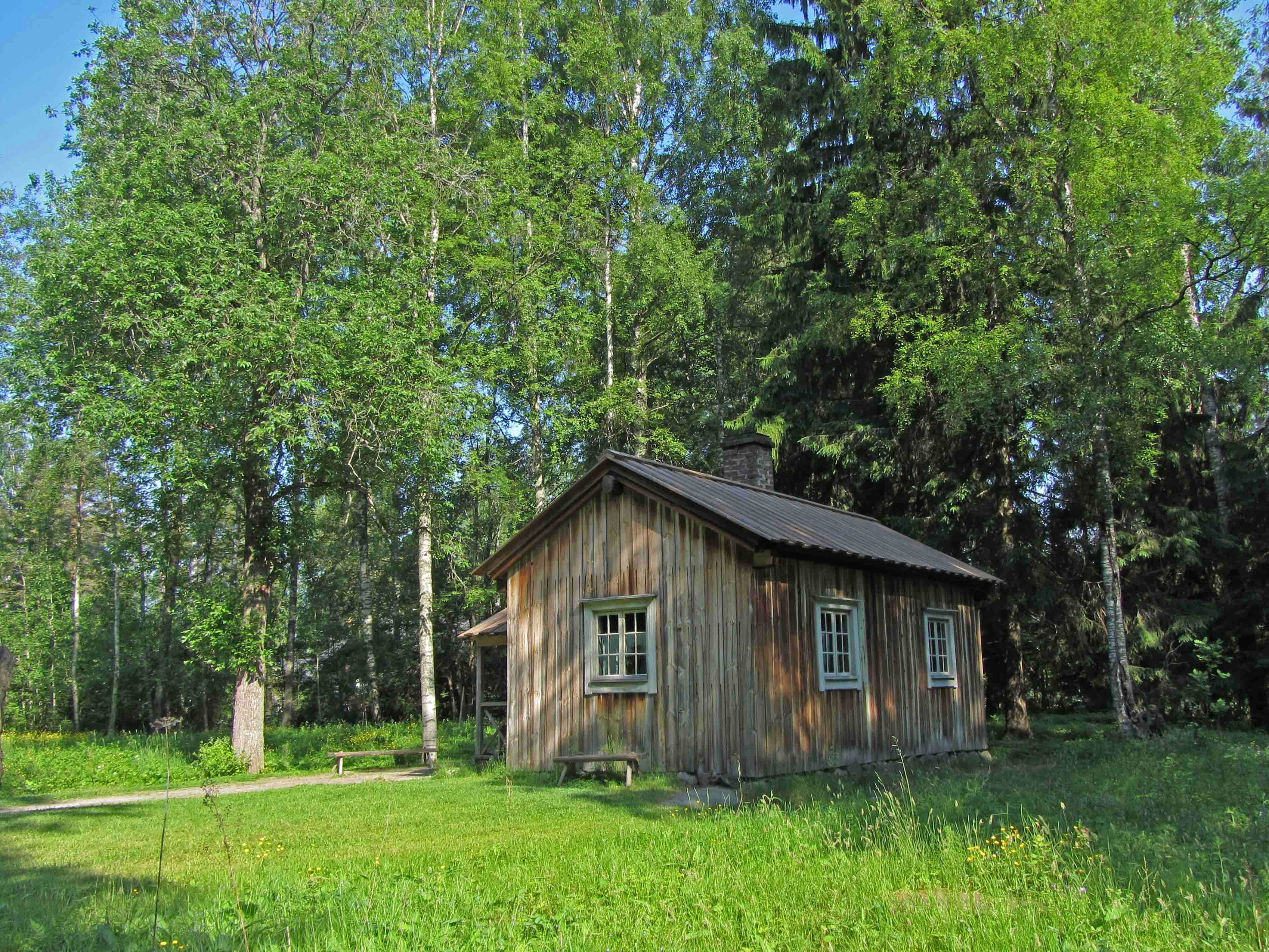
阿萊克西斯·基維逝世的小屋，坐落於圖蘇拉；此亦為該地區19世紀晚期住房的典型
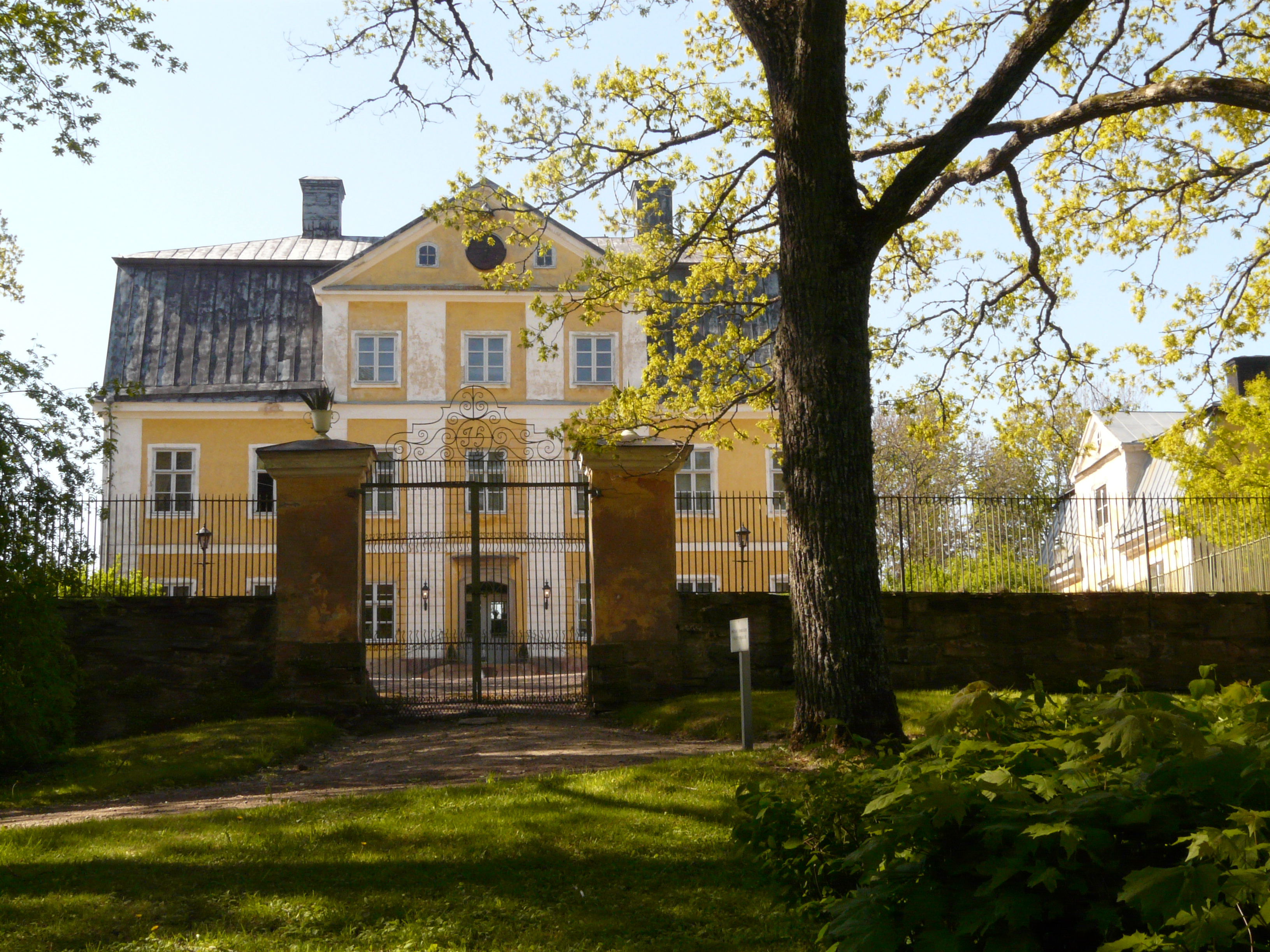
因戈的法格維克莊園；該地區有很多類似的莊園
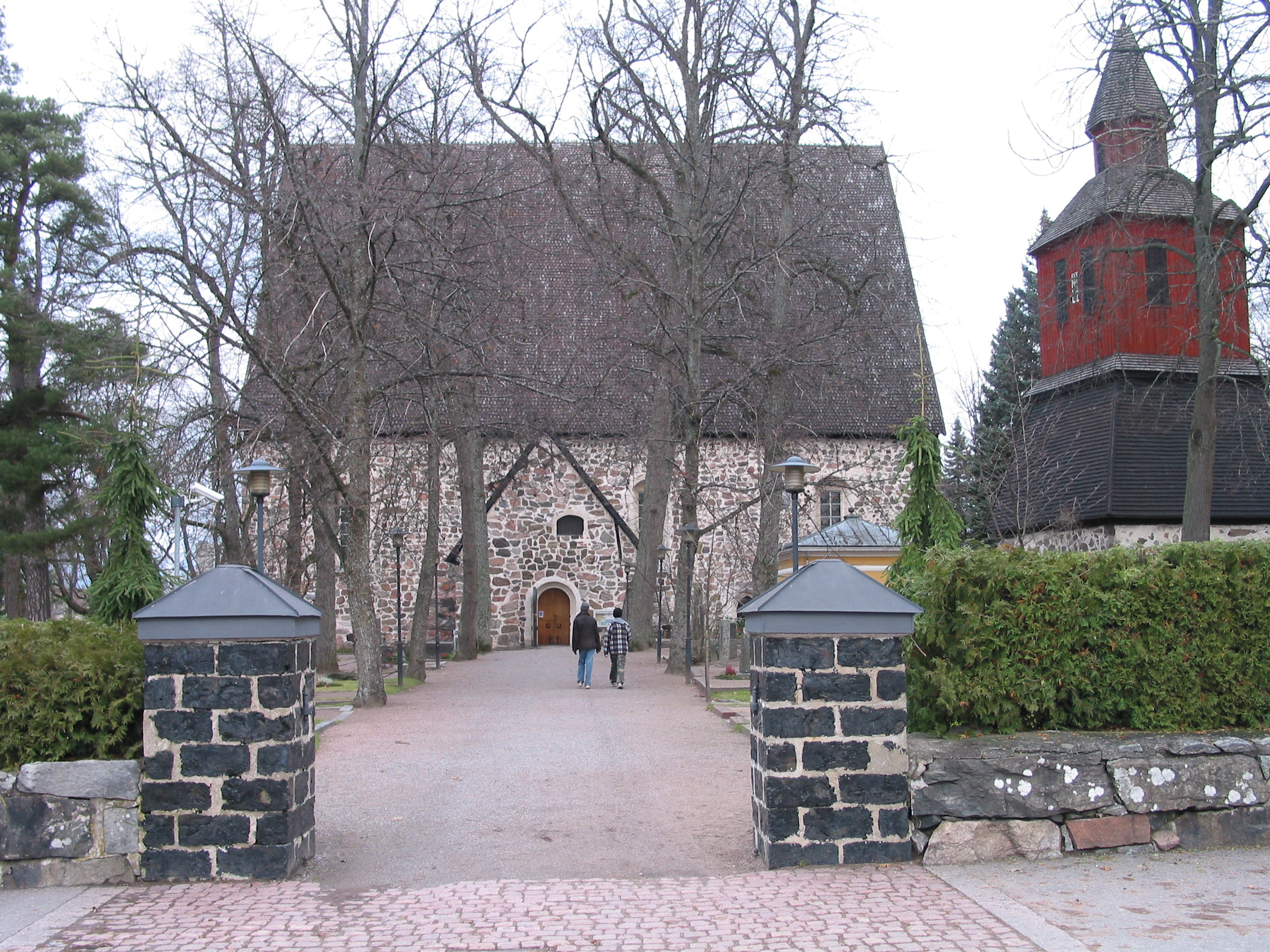
15世紀中葉的洛赫亞圣劳里教堂是芬蘭最大的教堂之一
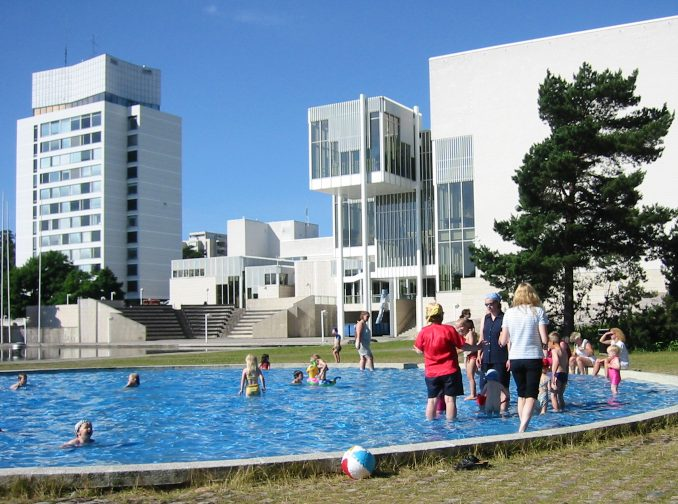
埃斯波塔皮奧拉区
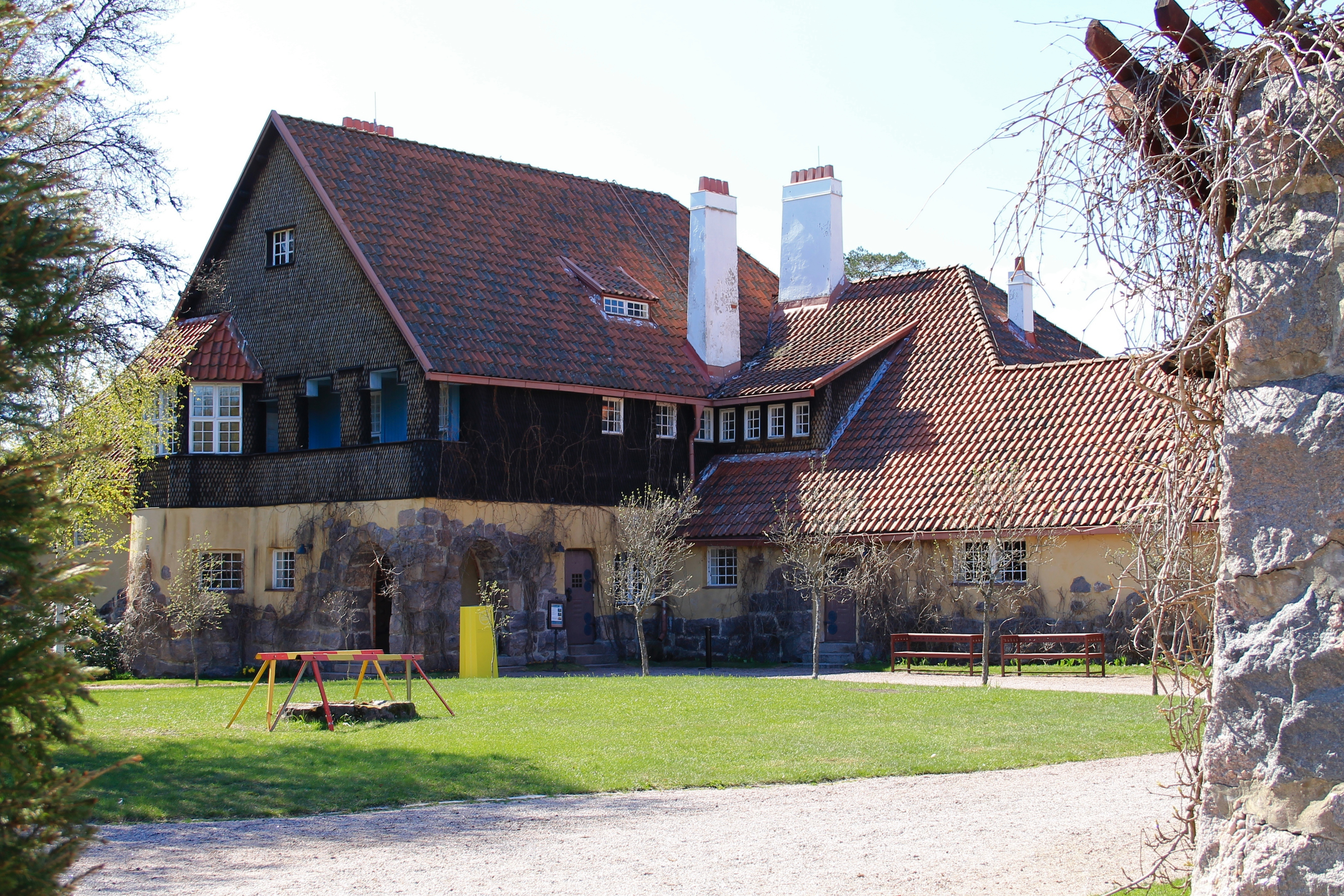
Hvitträsk，在基爾科努米的民族浪漫主義風格住宅，現為博物館
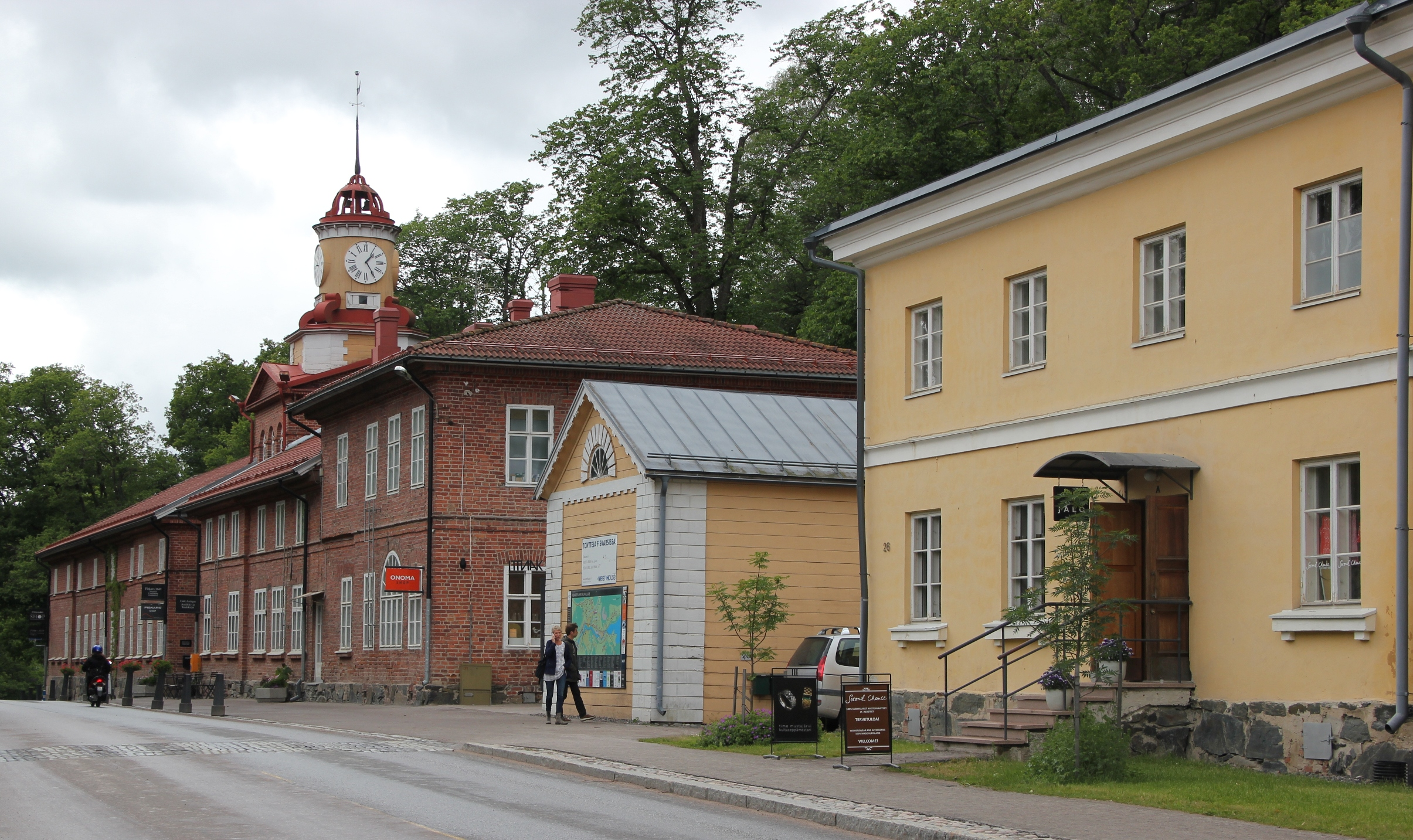
菲斯卡斯村庄的景象，同名的公司最早在该村设立打铁工房
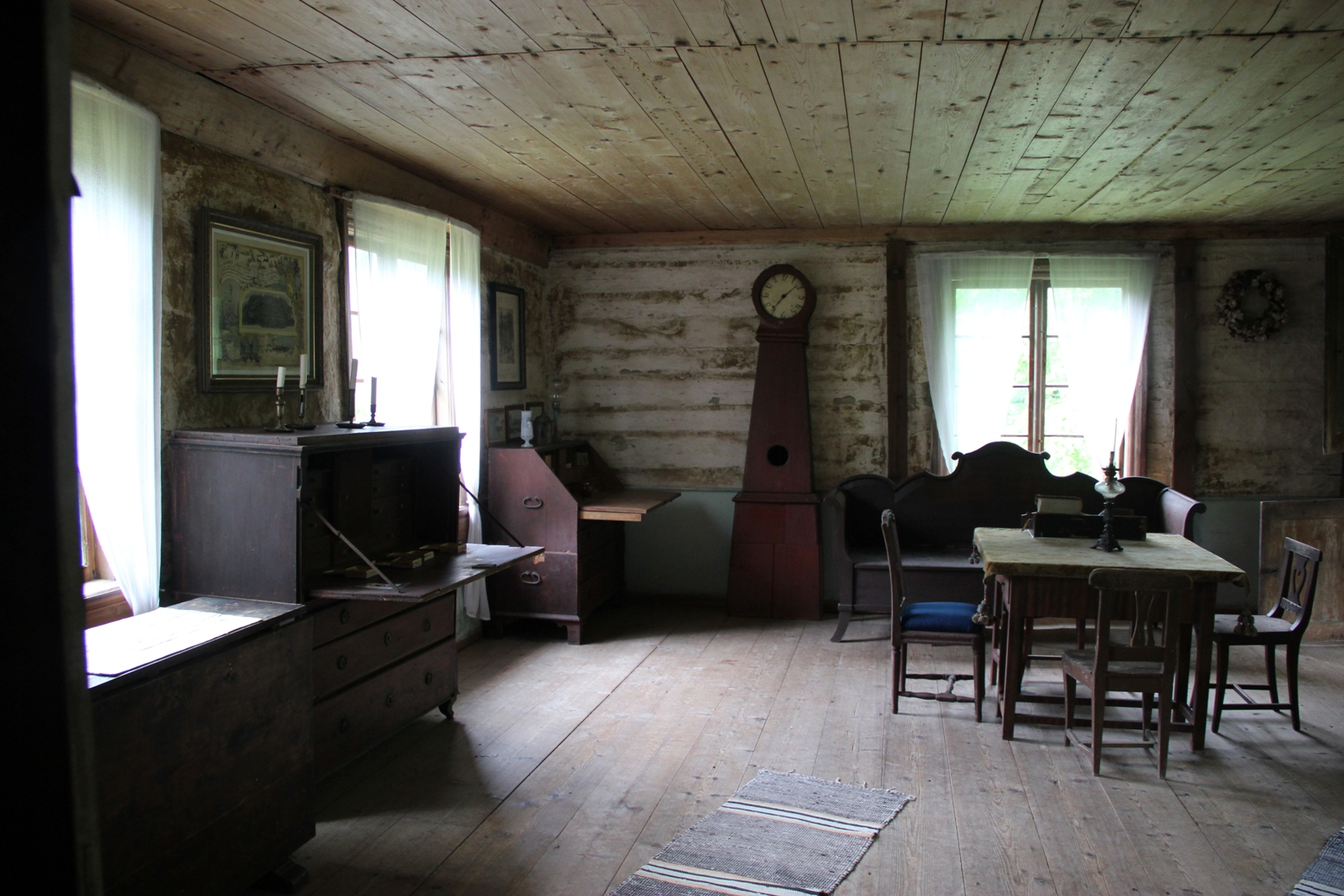
洛希兰皮博物馆内展现的19世纪农民住屋的内部
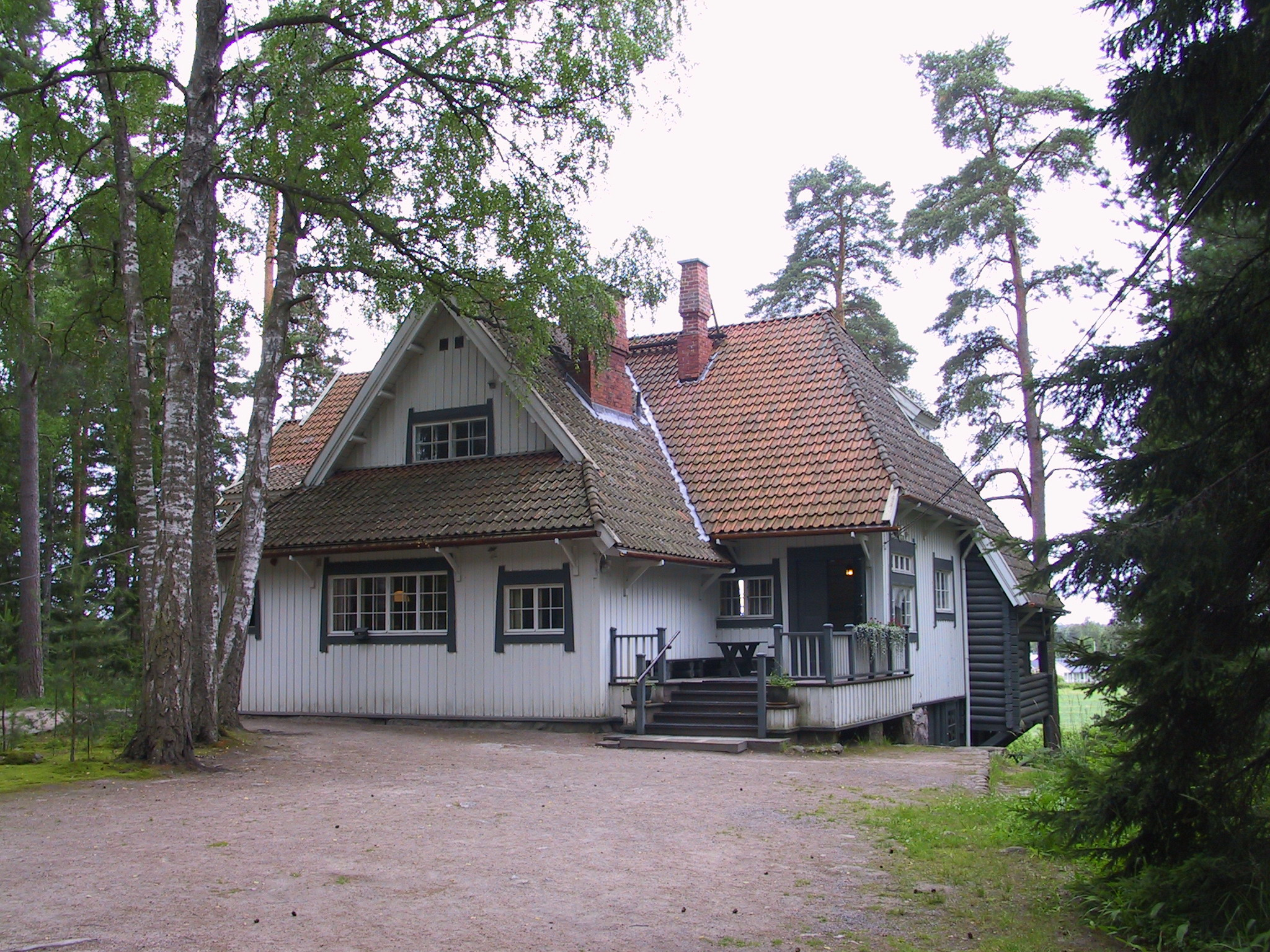
爱诺拉，位于耶尔文佩的让·西贝柳斯的故居
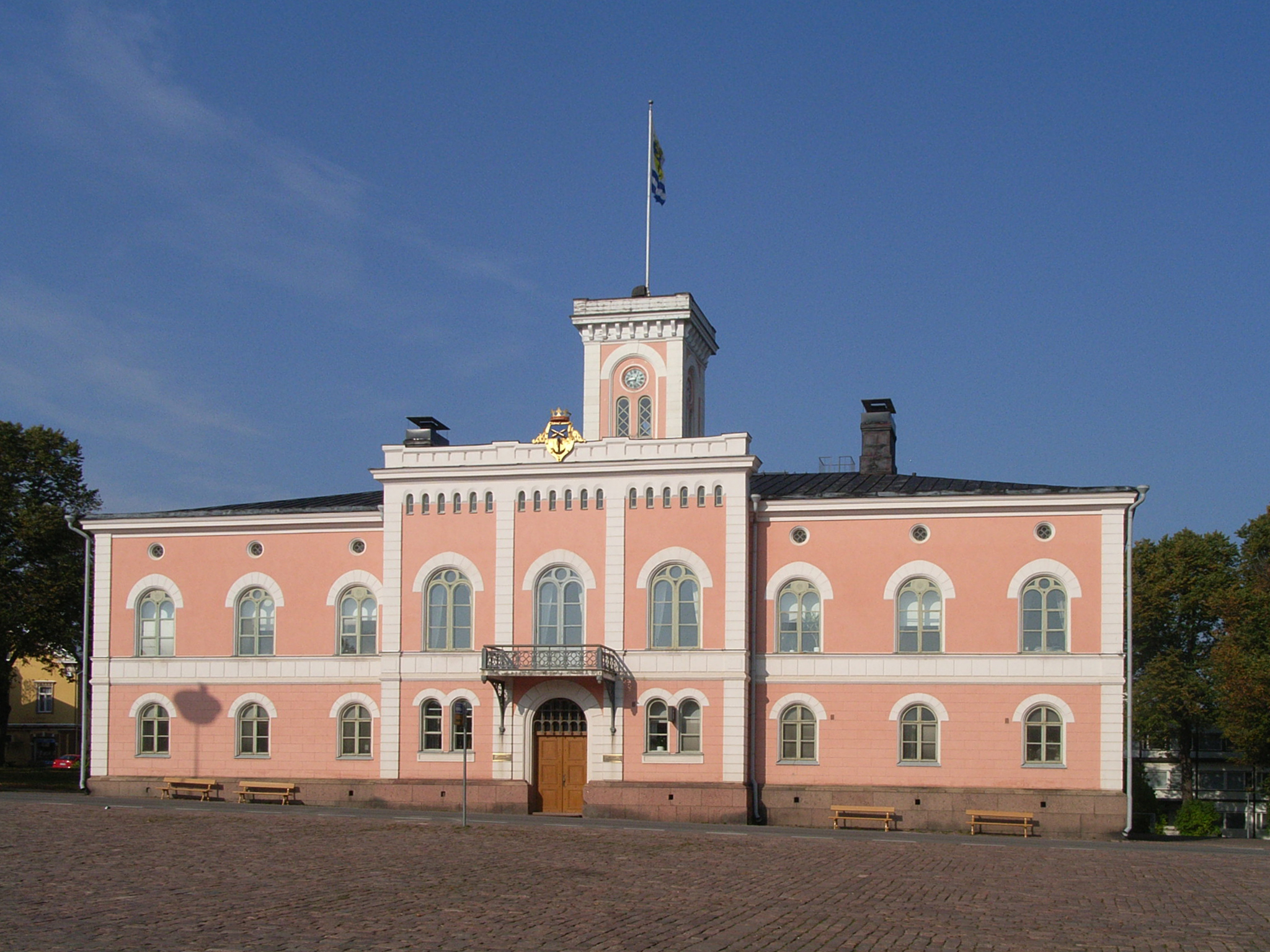
洛维萨市政厅
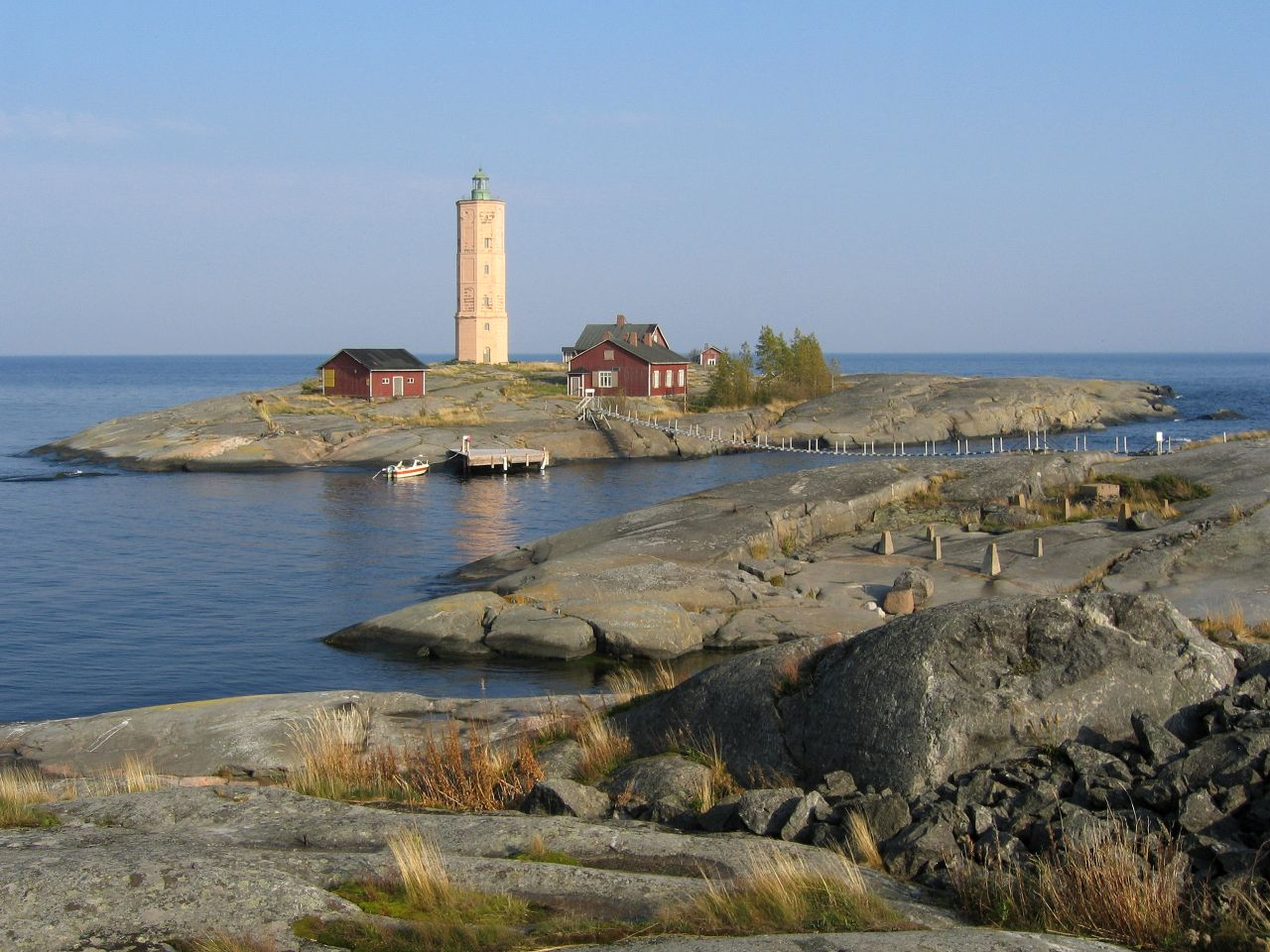
波尔沃群岛中的芬兰湾风景
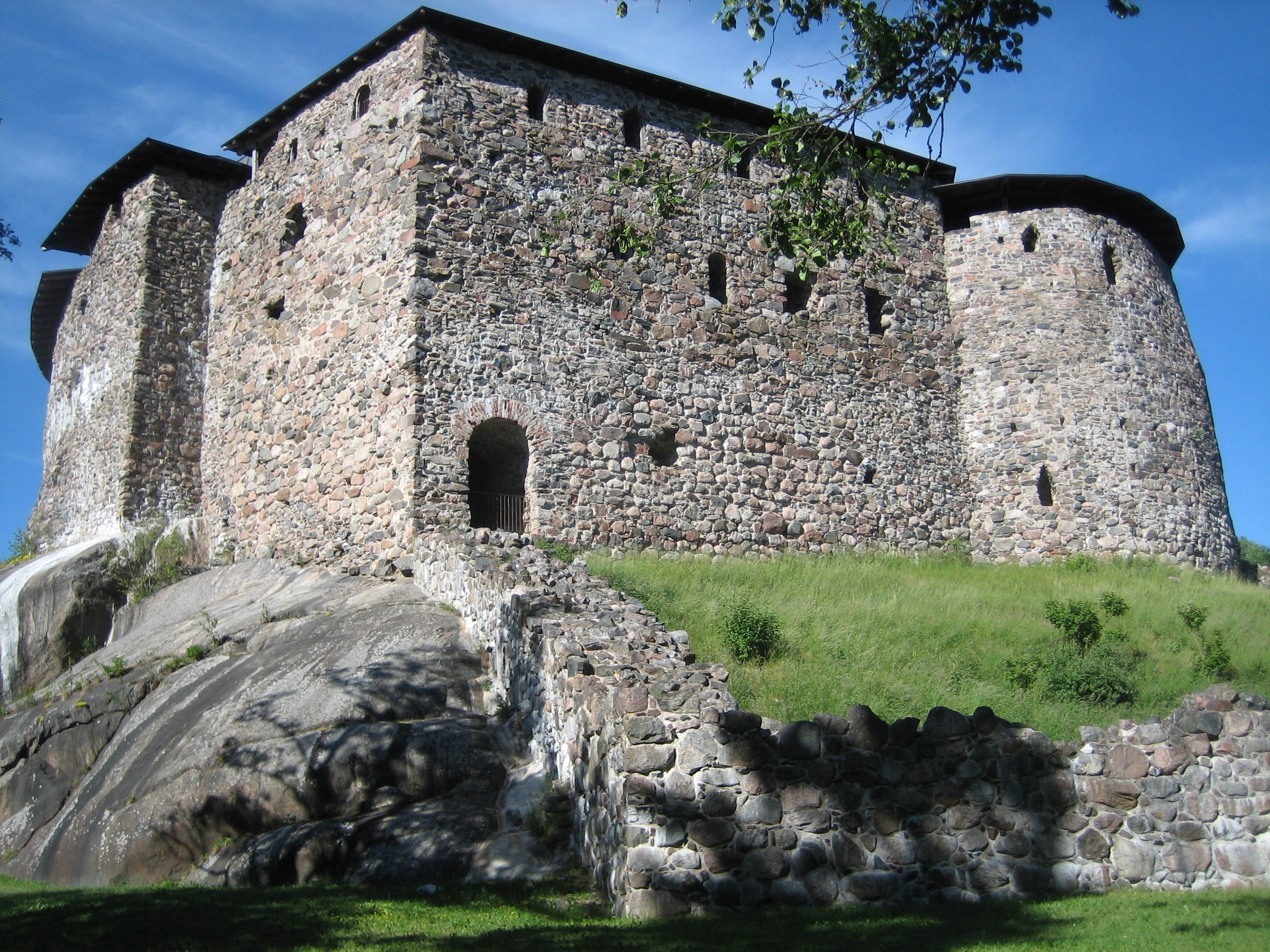
部分已成废墟的拉塞博里城堡
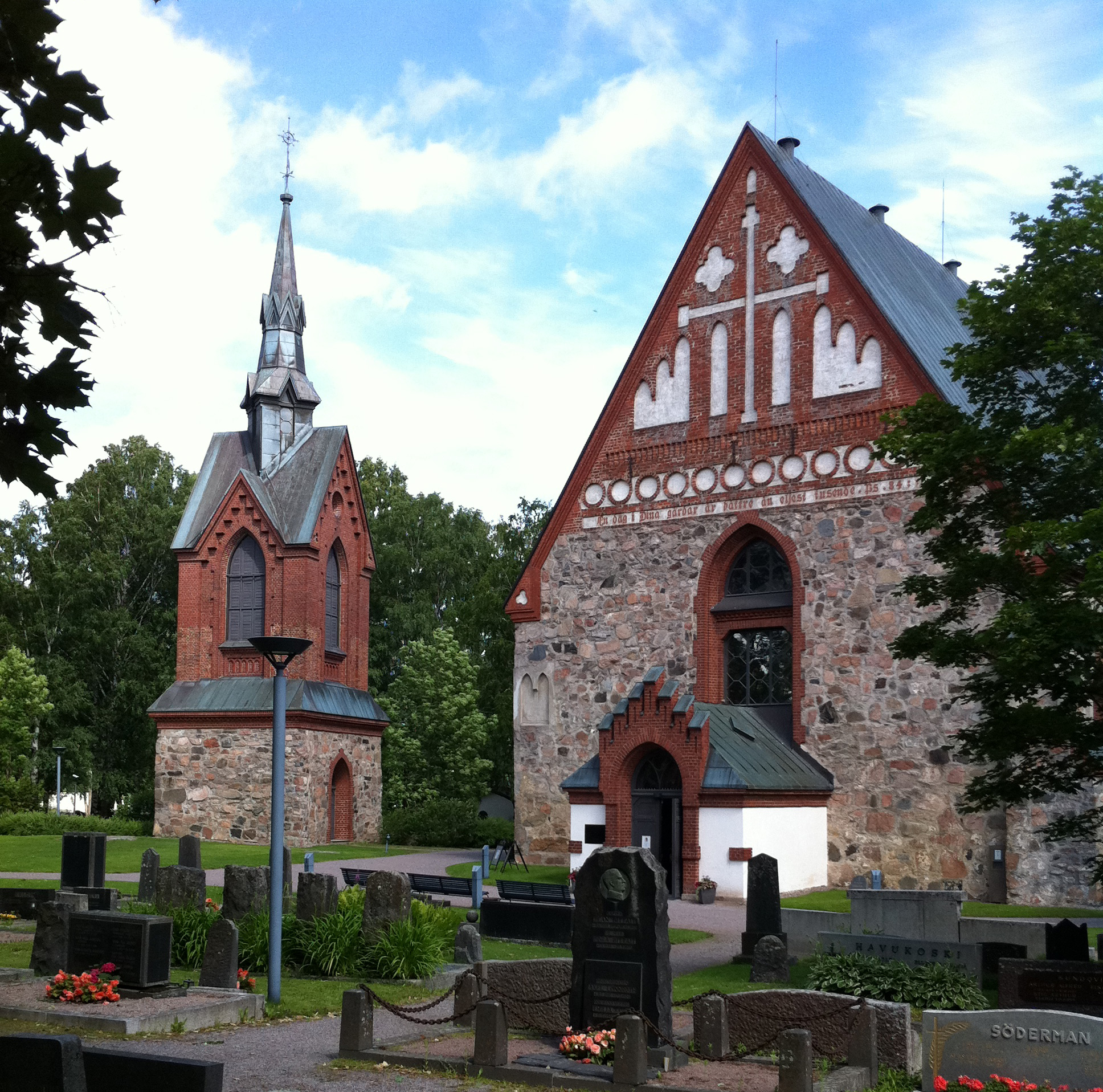
万塔圣劳里教堂（芬蘭語：Vantaan Pyhän Laurin kirkko），首都地区历史最久的建筑物
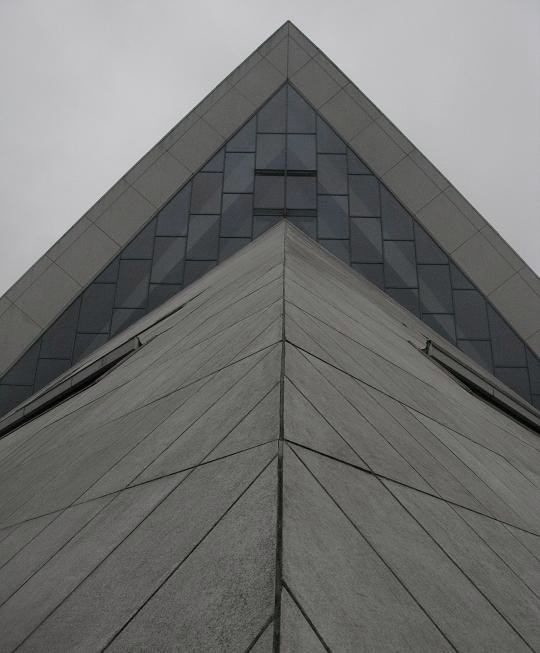
许温凯教堂（英语：Hyvinkää Church），一个芬兰现代教堂建筑的典范
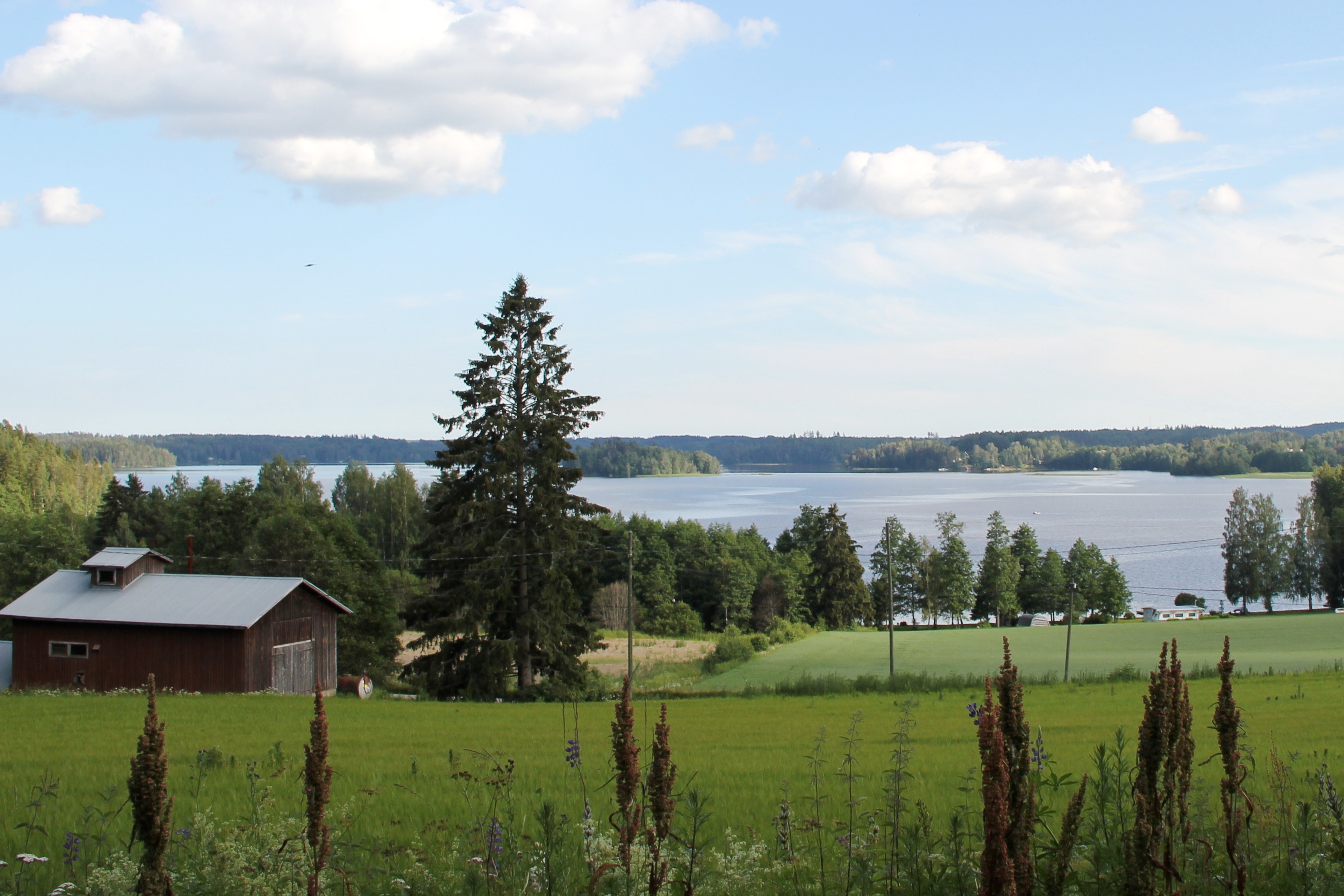
希登韦西湖边风景
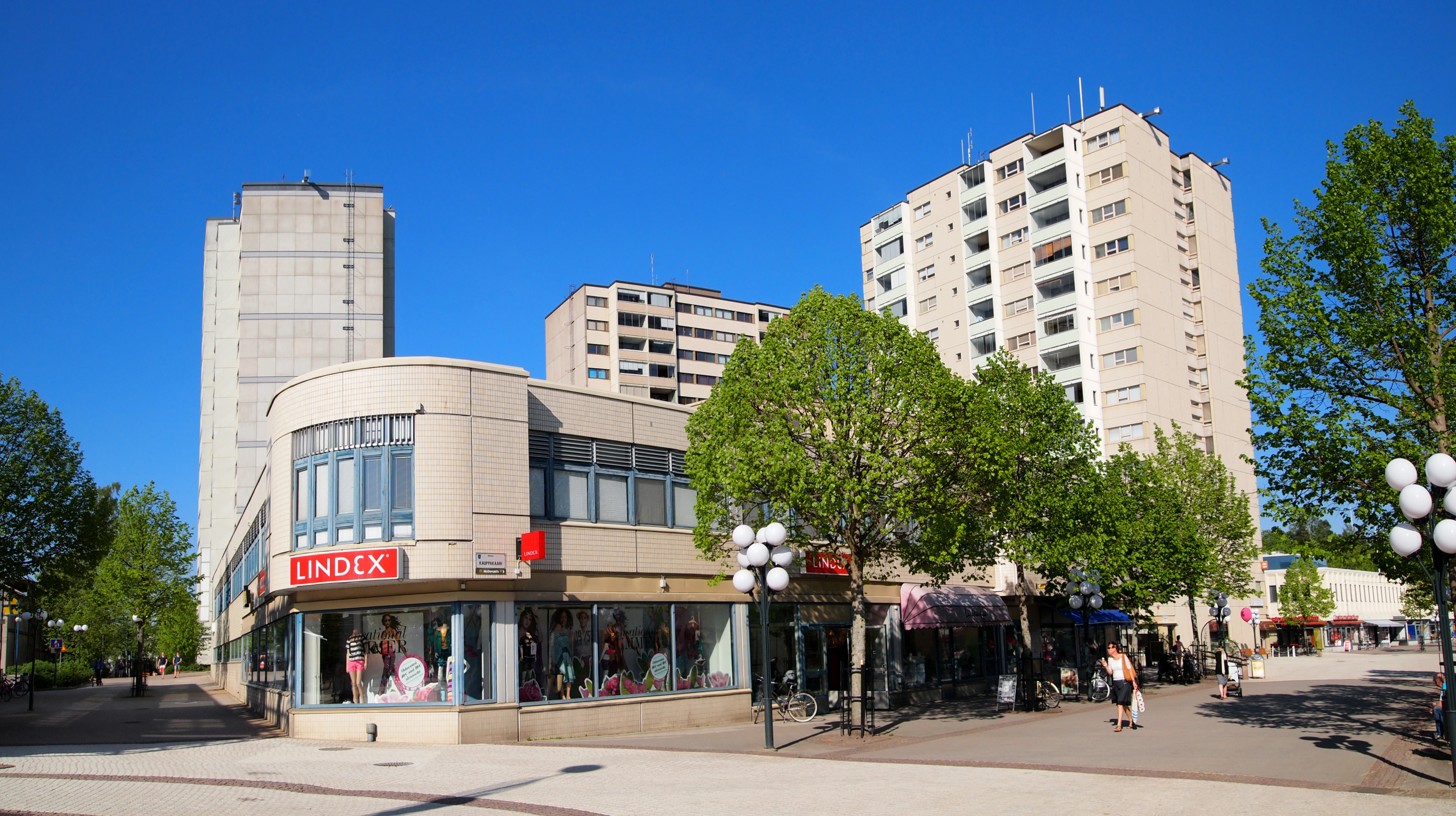
凯拉瓦市中心的建筑
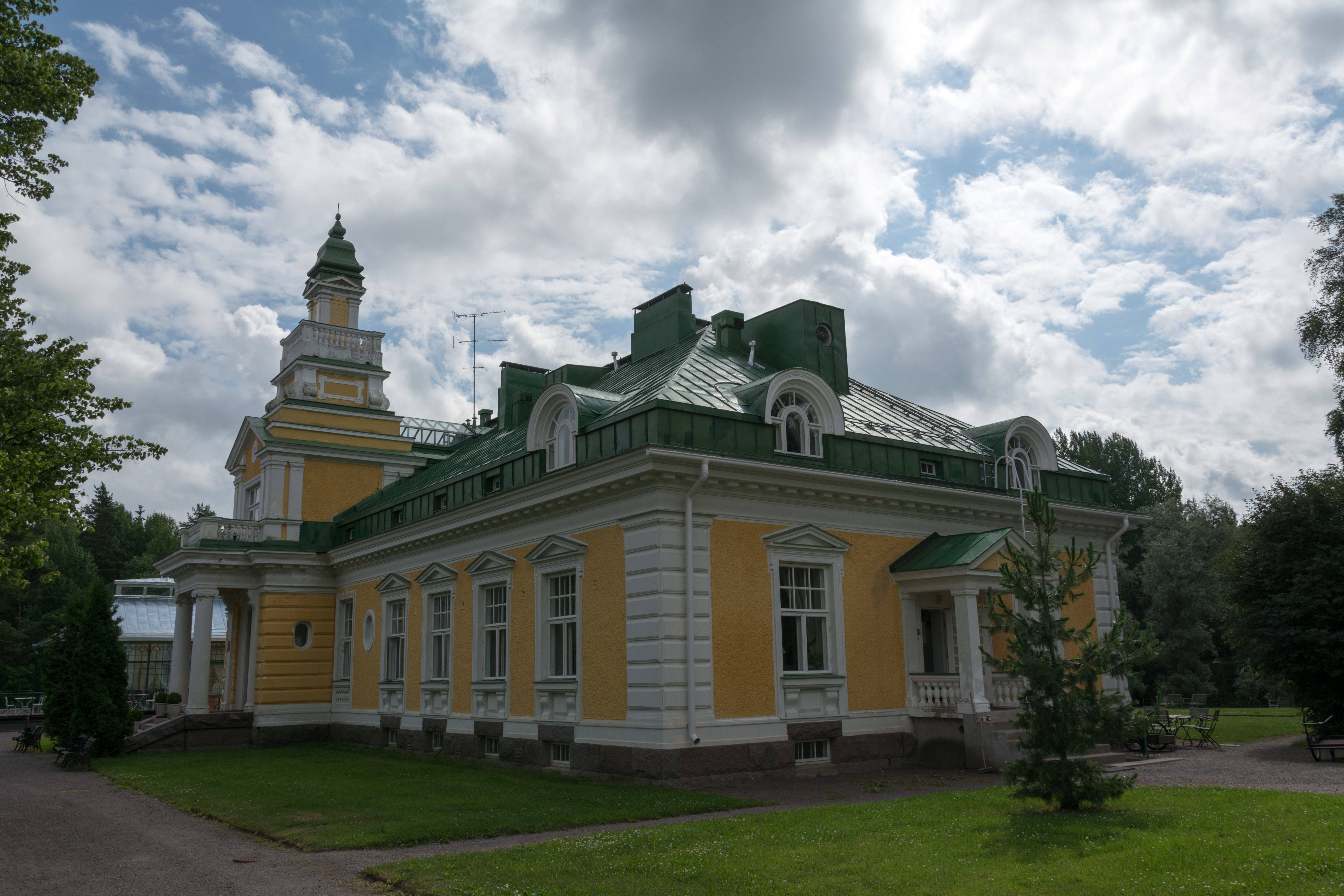
位于曼采莱的希尔维哈拉庄园
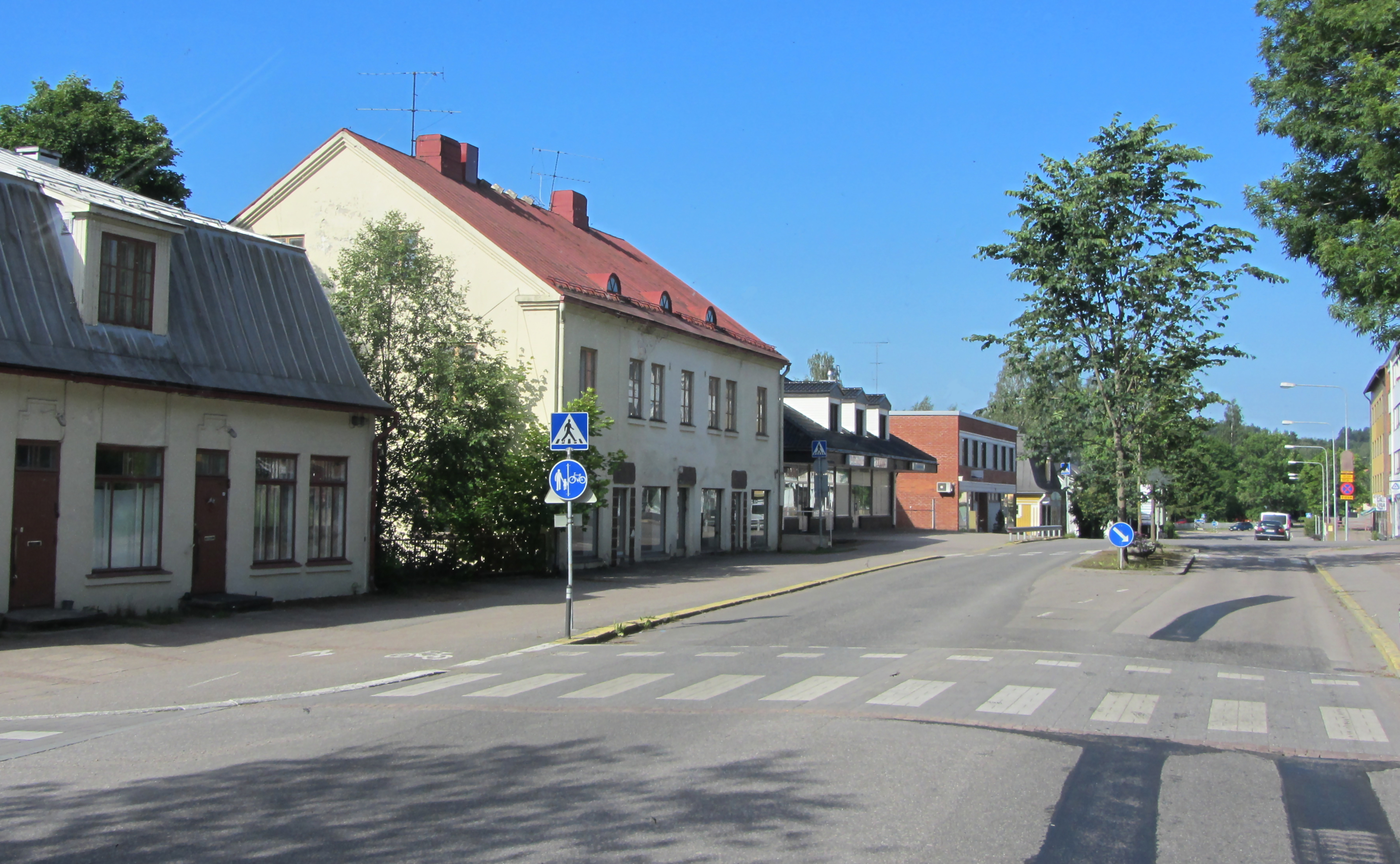
新地区北部的小镇卡尔基拉
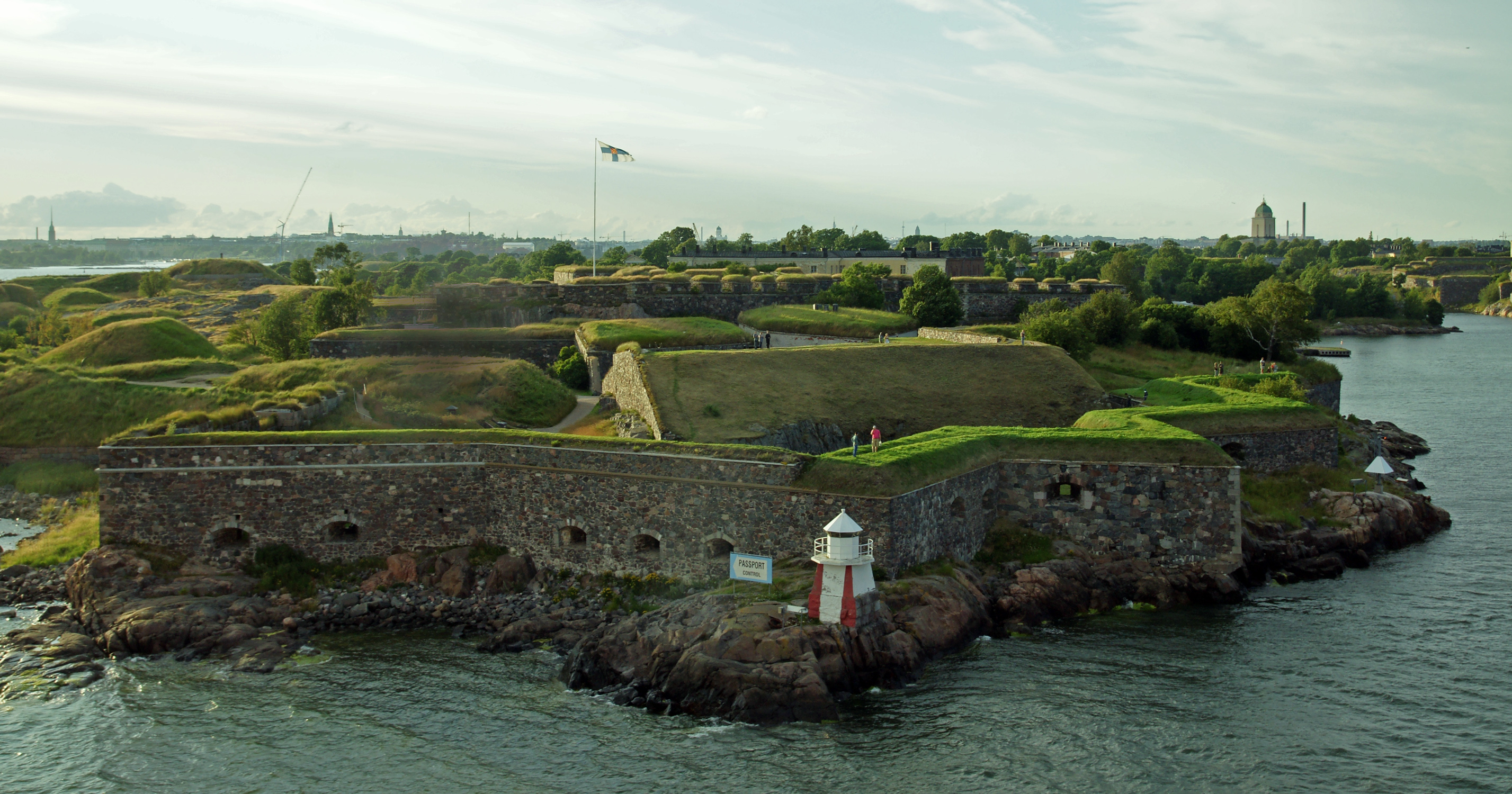
芬兰堡，背景为赫尔辛基市中心
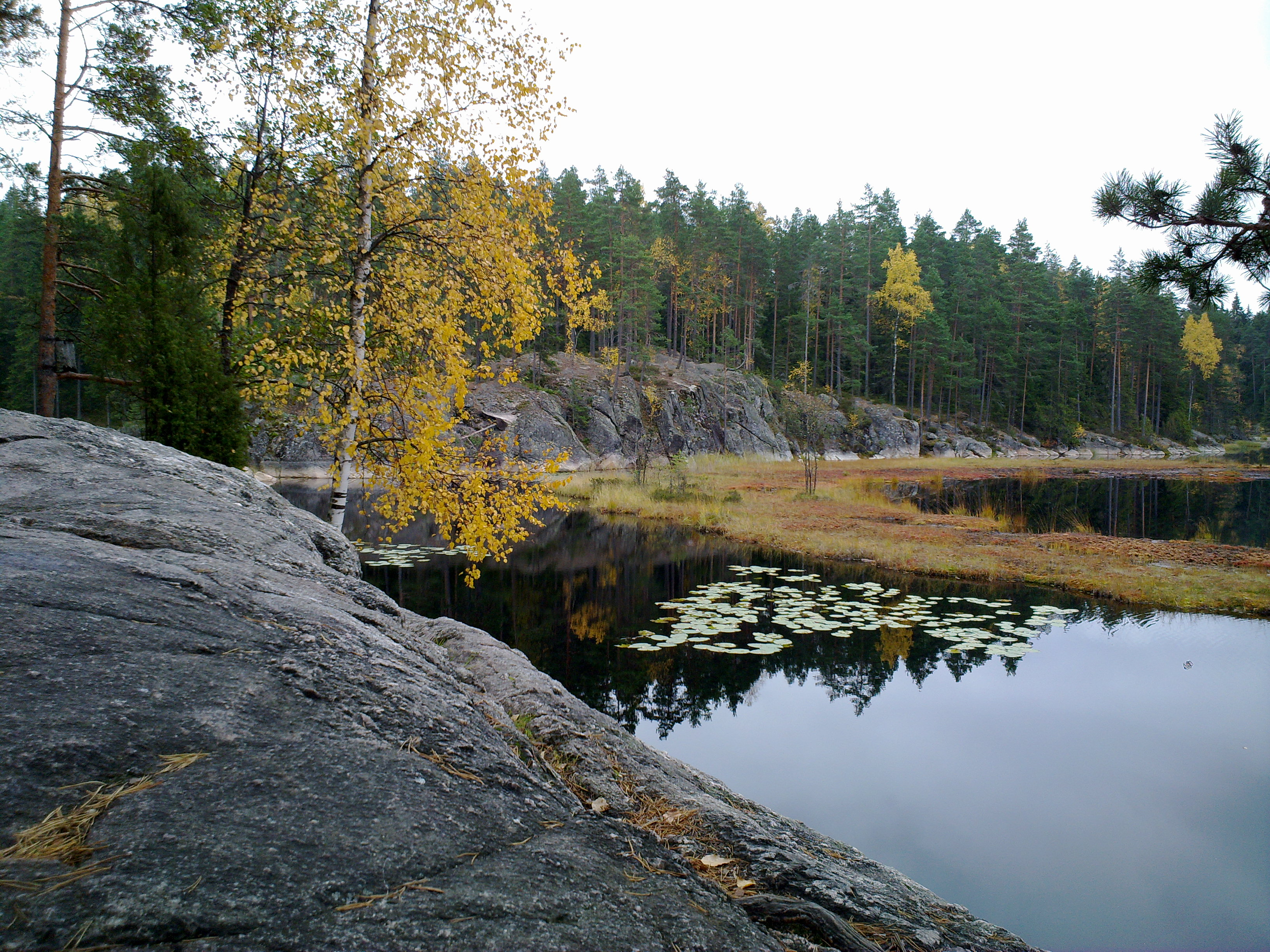
埃斯波努克西奥国家公园内的风景
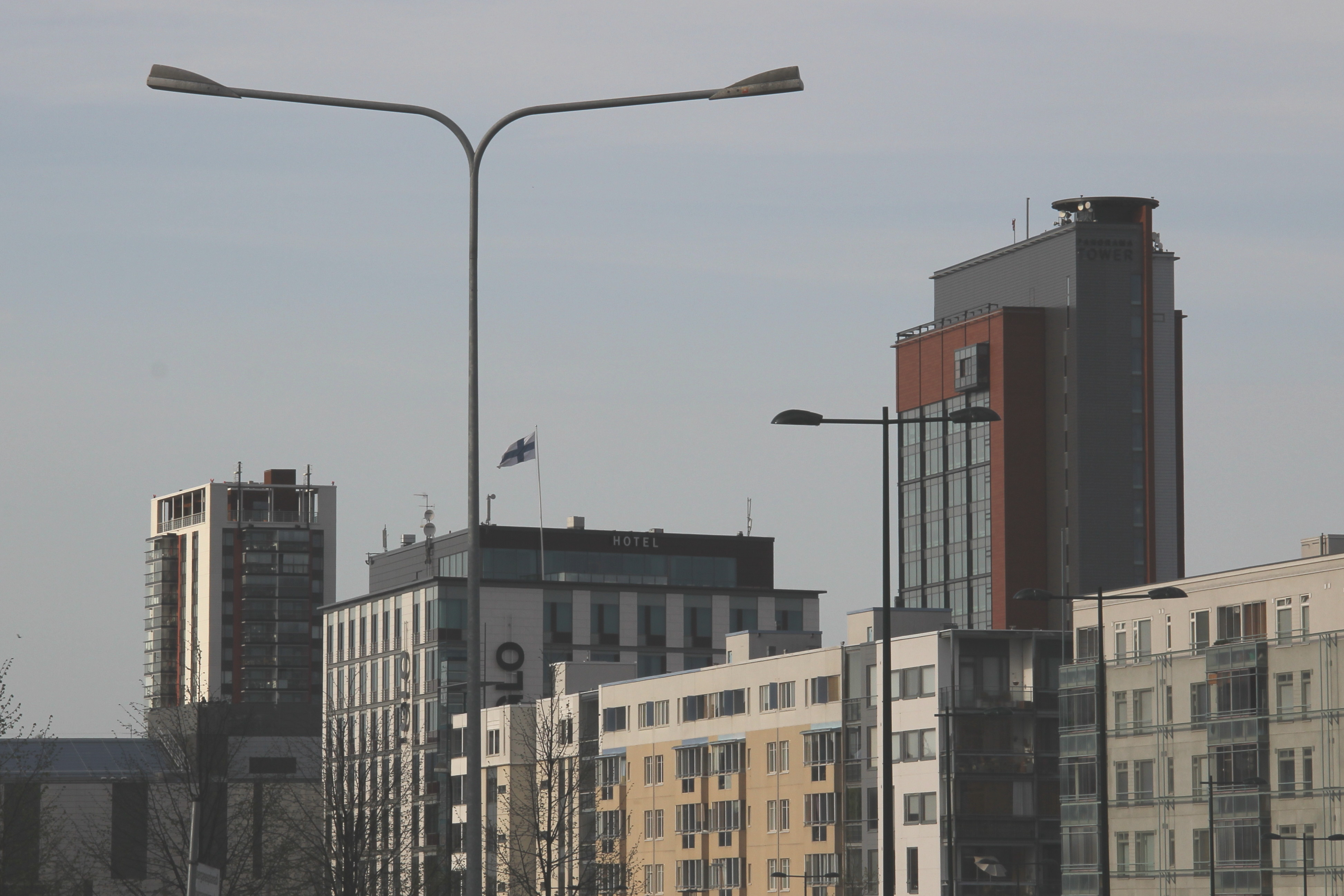
勒派瓦拉（英语：Leppävaara），埃斯波的多个市中心之一